# أحداث العوامية والقطيف
أحداث العوامية والقطيف هي سلسلة من المظاهرات والاحتجاجات تحولت فيما بعد إلى اشتباكات وأحداث عنف وأعمال شغب سقط فيها قتلى وجرحى من المتظاهرين والمسلحين ورجال الأمن والمدنيين من مواطنين ومقيمين وشملت الأحداث اعتداءات على قضاة ودبلوماسيين وبنوك ومحلات تجارية ومقار أمنية، وحدثت الاحتجاجات في مدينة العوامية وقرى ومدن أخرى تابعة لمحافظة القطيف في شرق المملكة العربية السعودية، والتي يقطنها أغلبية شيعية، بدأت الأحداث مع ظهور الربيع العربي وبداية الاحتجاجات السعودية 2011، وتتهم السلطات السعودية رجال دين شيعة بالتحريض لهذه الأعمال أبرزهم نمر النمر الذي قبض عليه في 8 يوليو 2012م وأُعدم في 2 يناير 2016م.
وأتهمت السلطات السعودية المشاركين في الأحداث بأستهداف المواطنين والمقيمين، وتعريض سلامة المواطنين للخطر، من خلال جر رجال الأمن لإطلاق النار على المنفذين، ووصف المتحدث الأمني لوزارة الداخلية اللواء منصور التركي الأحداث بالاعتداءات الإرهابية. وإمتدت بعض العمليات النوعية اللتي نفذها المسلحين إلى خارج محافظة القطيف في مناطق أخرى من الشرقية مثل طريق الجبيل - الظهران السريع وأحياء في مدينة الدمام مثل حي الخضرية وحي الضباب

## خلفية
تعتبر العوامية مدينة سعودية ذات أغلبية من الشيعة وعلى مر التاريخ شهدت العوامية محاولات تمرد شيعي أبرزها تمرد العوامية 1926 - 1927 وانتفاضة محرم 1979 وبعد أحداث البقيع 2009 شهدت مدينة العوامية احتجاجات ومظاهرات أمام مقرات هيئة الأمر بالمعروف والنهي عن المنكر وصرح رجل الدين الشيعي نمر النمر في خطبة له بعد أحداث البقيع قائلا ً «كرامتنا أغلى من وحدة هذه الأرض» في تلميح للانفصال عن السعودية وإعتقلت المباحث السعودية النمر لفترة قصيرة بسبب هذا التصريح وبعد هذه الحادثة تغيب الطلاب والموظفين في العوامية عن الحضور في ما يشبه الإضراب العام. 

## البدايات
و بالتزامن مع أحداث الربيع العربي والاحتجاجات السعودية 2011 وفي يوم الخميس 17 فبراير/شباط من عام 2011 تظاهر أكثر من 300 شخص في مدينة العوامية ذات الأغلبية الشيعية شرق السعودية للمطالبة بالإفراج عن سجناء سياسيين، وحضرت أكثر من عشرين سيارة تابعة لقوات مكافحة الشغب السعودية لتفريق المظاهرة. وفي الأسبوع التالي في يوم الخميس 24 فبراير من عام 2011 تظاهر حوالي 100 شخص في قرية العوامية ذات الأغلبية الشيعية في شرق السعودية وطالبوا بالأفراج عن سجناء سياسيين متهمين بتفجير أبراج الخبر 
و في 3 مارس 2011 شهدت القطيف وبلدة العوامية المجاورة ذوات الغالبية الشيعية مسيرة احتجاجية مساء اليوم شارك فيها نحو 200 متظاهر وتميزت بمشاركة نسائية لافتة، للمطالبة بالإفراج عن رجل الدين الشيعي توفيق العامر وعن «سجناء منسيين». وقامت قوات مكافحة الشغب بتفريق المتظاهرين.

## الاحتجاجات ضد دخول قوات درع الجزيرة إلى البحرين
و خلال الفترة الممتدة من أواخر مارس وحتى يونيو 2011 شهدت العوامية مظاهرات مستمرة تطالب بخروج قوات درع الجزيرة من البحرين 

## بداية العنف
في أواخر 2011 وبالتحديد في أكتوبر ونوفمبر بدأ العنف يتزايد وسقط جرحى وقتلى من المتظاهرين ورجال الأمن واستعمل الرصاص الحي وقنابل المولوتوف وسرعان ما تلاشت المظاهرات وبدأت الاشتباكات تطغى على الأحداث.

## أبرز أحداث العنف

### 2011
- 3 أكتوبر: أنطلقت أعمال شغب في بلدة العوامية، بالقرب من دوار الريف، ما نتج عن إصابة 11 من رجال الأمن وثلاثة مواطنين.[11]

### 2012
- 13 يناير: تعرضت دورية أمنية لهجوم بزجاجات حارقة، وقتل أحد المنفذين وأصيب الآخر في العوامية.
- 8 يوليو: السلطات السعودية تلقي القبض على رجل الدين الشيعي نمر النمر، وإصابته في قدمه بعد اشتباك مسلحين مع الشرطة السعودية أثناء إلقاء القبض عليه.[12]
- 31 يوليو: أصيب مواطن بعد إطلاق النار عليه وإحراق سيارته في العوامية.
- 2 سبتمبر: إصابة أحد المطلوبين والقبض عليه.
- 12 سبتمبر: مقتل سائق من بنجلاديش بعد تعرض دورية أمنية بالقرب منه لإطلاق نار.
- 27 سبتمبر: مقتل أثنين مطلوبين وإصابة آخر بعد اشتباك مع الأمن السعودي، والقبض على مسلح رابع.
- 21 ديسمبر: إصابة رجلي أمن بطلقات نارية من مصدر مجهول.

### 2013
- 16 فبراير: إصابة امرأة وطفلها برصاص أطلقته رجال الشرطة من سيارات مصفحة.
- 1 مارس: مقتل مواطن بعد تعرضه لإطلاق نار من قبل الشرطة.
- 30 أبريل: الشرطة تقبض على شخصين مطلوبين.
- 30 أبريل: إصابة رجل أمن بعد تبادل إطلاق النار بين مركز شرطة العوامية وآخرين.
- 29 يوليو: الشرطة تقبض على أحد المتهمين، «عباس علي محمد المزرع» بعد حرق منزلهم برصاص وأعتقال جميع المتواجدين في البيت من الذكور.
- 12 نوفمبر: مقتل مواطن بعد إطلاق النار عليه من قبل الشرطة.

### 2014
- 14 يناير: تعرض سيارة تابعة للسفارة الألمانية لإطلاق نار في مدينة العوامية من قبل مجهولين.[13]
- 20 فبراير: أشتباك مسلحين مع رجال الأمن عند محاولة إلقاء القبض على مطلوبين، نتج عنه مقتل مسلحين ورجلي أمن.[14]
- 25 فبراير: إصابة ثلاثة رجال أمن بعد تعرضهم لإطلاق نار أمام مقر شرطة العوامية.[15]
- 15 يوليو: إصيب شابان بعد إطلاق النار عليهم من قبل رجال الشرطة.[16]
- 3 سبتمبر: إصيب رجل أمن بإطلاق نار عند مدخل بلدة العوامية بعد إطلاقه لرصاص الحي بشكل عشوائي.
- 27 سبتمبر: الشرطة تلقي القبض على «باسم علي محمد القديحي».
- 30 سبتمبر: تعرض نقطة أمنية لإطلاق نار، وإصابة رجل أمن بعد كثرة مضايقتهم للمارة من أهالي مدينة العوامية.
- 1 أكتوبر: تعرض نقطة أمنية لإطلاق نار، وإصابة رجل أمن.
- 9 نوفمبر: تعرض شخصان لإطلاق نار من قبل رجال الشرطة.
- 12 نوفمبر إصابة رجلي أمن بتبادل إطلاق النار.
- 13 ديسمبر: الشرطة تلقي القبض على ثلاثة مطلوبين بينهم «سالم بن عبد الله بن حسين أبو عبد الله».[17]
- 15 ديسمبر: مقتل أحد رجال الأمن بتبادل إطلاق رصاص.[18]
- 19 ديسمبر: أصابة مواطن بطلق ناري من مدرعة تابعة لقوات السعودية.
- 21 ديسمبر: الشرطة تقتل 4 مسلحين بعد اشتباك معهم.[19]

### 2015
- 6 أبريل: الشرطة تداهم مواقع للمسلحين في العوامية، وتقبض على 4 منهم، وأسفرت المداهمة عن مقتل رجل أمن وإصابة 3 آخرين.[20]
- 26 يوليو: وفاة أحد المطلوبين متأثراً بإصابة تعرض لها سابقاً.[21]
- 7 أكتوبر: الداخلية تعلن ضبط كمية من الذخيرة والأسلحة النارية في العوامية.[22]
- 9 نوفمبر: إصابة رجل أمن ومقيمين من الجالية الهندية بإطلاق نار.[23]
- 18 نوفمبر: مقتل جنديين بعد إطلاق نار على دورية أمنية في مدينة سيهات بمحافظة القطيف.[24]

### 2016

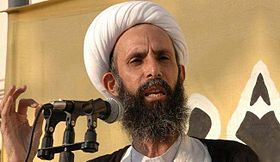
نمر النمر.

- 2يناير: تظاهر العشرات في بلدة العوامية شرق السعودية بعد اعدام رجل الدين نمر النمر.[25]
- 3يناير: حصل تبادل إطلاق نار بين رجال الأمن السعوديين ومسلحين مجهولين في العوامية وصفوى شرق السعودية ونتج عنه مقتل مواطن وإصابة طفل واختطاف مسلحين لمواطن ثالث تحت تهديد السلاح وسرقة أمواله وهاتفه الشخصي وسيارته [26]
- 6يناير: أحرق مجهولين حافلة تابعة لشركة ارامكو (شركة النفط الوطنية).
- 11يناير: هجوم نفذه عدة أشخاص بقنابل المولوتوف على مبنى تابع للاستخبارات العامة السعودية (المخابرات الخارجية) والمباحث العامة السعودية (بمثابة المخابرات الداخلية أو أمن الدولة) وألقي القبض على واحد من المهاجمين على الأقل.
- 31يناير: مقتل شرطيين في مدينة سيهات المجاورة في أثناء تصديهم لمسلحين حاولوا أن يسطوا على أحد المصارف.[27]
- 24 فبراير: مقتل مطلوب أمني بحريني الجنسية في أحد المزارع في مدينة العوامية بعد تبادله لإطلاق النار مع أفراد الأمن وقال المتحدث الرسمي باسم وزارة الداخلية السعودية اللواء منصور التركي بأن المطلوب البحريني علي محمود عبد الله متورط في جرائم قتل لمواطنيين وعسكريين وإحراق مباني حكومية وإشعال النار في أنابيب نفط، وكانت تقارير صحفية سابقة في شهر أكتوبر 2015 أشارت إلى تورط خلايا من المطلوبين منهم بحرينيين وسعوديين في أحداث مدينة العوامية ومحافظة القطيف.[28]
- 23 يونيو: أعلنت وزارة الداخلية السعودية عن مقتل المطلوب امنياً عبد الرحيم علي الفراج بعد مداهمة منزله في مدينة العوامية حيث تم ضبط عدد من الأسلحة والذخيرة.[29]
- 24 يونيو: مقتل عسكري يعمل في المرور في مدينة سيهات بمحافظة القطيف برصاص مسلحين مجهولين.

### 2017
- في اوائل عام 2017 قامت أمانة المنطقة الشرقية بإزالة عدد من المنازل العشوائية القديمة المتداخلة وعدد من المنازل المهجورة والمهدمة بعد دفع التعويضات لملاكها بحي المسورة في العوامية لغرض إنشاء مشروع تنموي.[30]
- 30 مارس: مقتل إرهابيينِ والقبض على أربعة آخرين في مزرعة شمال العوامية.
- 12 مايو: مقتل طفل ومقيم وإصابة عشرة أشخاص في إطلاق نار بحي المسورة في بلدة العوامية.
- 16 مايو: قُتل رجل أمن وأصيب خمسة آخرون نتيجة تعرض دوريتهم لقذيفة صاروخية من نوع آر.بي.جي أثناء أدائهم لمهامهم في حفظ النظام العام بمحيط منطقة حي المسورة بالعوامية.[31]
- 2 يونيو: رجال الأمن يتمكنون من إعطاب سيارة مسروقة محملة باللذخائر والمتفجرات استخدمت في جرائم إرهابية ومقتل شخصين بداخلها.
- 4 يونيو: مجهولون يحرقون منزل نائب رئيس المجلس البلدي وسط العوامية .
- 9 يونيو: وفاة عاملان آسيويان بعد أن أطلق مجهولون النار عليهما أثناء مرورهما على طريق الإمام علي بالقرب من مركز فقر الدم ببلدة العوامية.
- 12 يونيو: مقتل الرائد طارق العلاقي وإصابة رجلي أمن بانفجار عبوة ناسفة في بلدة العوامية التابعة لمحافظة القطيف شرقي السعودية.[32]
- 19 ديسمبر: مقتل المطلوب سلمان علي سلمان الفرج في اشتباك مسلح مع قوات الأمن

## قائمة المطلوبين الـ 23
في مطلع شهر يناير 2012 أعلنت وزارة الداخلية السعودية عن قائمة تضم 23 مطلوباً من اللذين تتهمهم بإثارة الشغب والسطو على المحلات التجارية وإتلاف الممتلكات العامة والخاصة وحيازة السلاح وإستهداف رجال الأمن وهم:
| #  | اسم المطلوب                 | الوضع الأمني                     | ملاحظة           |
| -- | --------------------------- | -------------------------------- | ---------------- |
| 1  | حسين علي عبد الله البراكي   | سلم نفسه للسلطات                 | إطلق سراحه       |
| 2  | شاه علي عيسى آل شوكان       | سلم نفسه للسلطات                 | إطلق سراحه       |
| 3  | علي محمد مهدي خلفان         | سلم نفسه للسلطات                 | إطلق سراحه       |
| 4  | موسى جعفر المبيوق           | سلم نفسه للسلطات                 | إطلق سراحه       |
| 5  | حسن جعفر حسن المطلق         | سلم نفسه للسلطات                 | -                |
| 6  | مرسي علي إبراهيم آل ربح     | قتل في اشتباكات مع قوات الأمن    | -                |
| 7  | خالد عبد الكريم حسن آل لباد | قتل في اشتباكات مع قوات الأمن    | -                |
| 8  | محمد علي عبد الرحيم الفرج   | قتل في اشتباكات مع مجهولين       | -                |
| 9  | أحمد شرف حسن السادة         | تم القبض عليه                    | -                |
| 10 | بشير جعفر حسن المطلق        | تم القبض عليه                    | -                |
| 11 | حسين حسن علي آل ربيع        | تم القبض عليه                    | -                |
| 12 | رضوان جعفر محمد آل رضوان    | تم القبض عليه                    | -                |
| 13 | عباس علي محمد المزرع        | تم القبض عليه                    | -                |
| 14 | عبد الله سلمان آل سريح      | تم القبض عليه                    | -                |
| 15 | محمد صالح عبد الله الزنادي  | تم القبض عليه                    | -                |
| 16 | محمد كاظم جعفر الشاخوري     | تم القبض عليه                    | -                |
| 17 | منتظر علي صالح السبيتي      | تم القبض عليه                    | -                |
| 18 | رمزي محمد عبد الله آل جمال  | سلم نفسه للسلطات                 | في أغسطس/آب 2017 |
| 19 | سلمان علي سلمان آل فرج      | قتل في اشتباك مسلح مع قوات الأمن | -                |
| 20 | علي حسن أحمد آل زايد        | سلم نفسه للسلطات                 | في أغسطس/آب 2017 |
| 21 | فاضل حسن عبد الله الصفواني  | لا يزال هارباً                    | -                |
| 22 | محمد حسن أحمد آل زايد       | سلم نفسه للسلطات                 | -                |
| 23 | محمد عيسى صالح آل لباد      | سلم نفسه للسلطات                 | -                |

و في أكتوبر 2016 أعلنت وزارة الداخلية السعودية عن قائمة مكونة من 9 مطلوبين منهم 8 مواطنين سعوديين وبحريني واحد متورطين بعدد من العمليات في محافظة القطيف ومدينة الدمام.

## ردود الفعل

### موقف أعيان وأهالي العوامية ومحافظة القطيف من الأحداث
أستنكر عدد من رجال الدين والمشايخ وأعيان محافظة القطيف، الأحداث المتكررة التي تشهدها محافظة القطيف والتي أسفرت عن مقتل العديدين ومن بينهم عناصر من رجال الأمن. مشيرين إلى أن كل من يحاول أن يعبث بأمن الوطن لا يمثل سوي نفسه والجميع براء منه. وقالوا في بيان أن الجميع خاسر في هذه الأحداث المأساوية المتكررة التي لا يقبلها عقل أو دين، والكاسب الأكبر منها هي الأيادي الخارجية التي تهدف إلى زرع الفتنة والبغضاء بين أبناء الوطن الذي فضله الله عن بقيه البقاع بوجود ارض الحرمين الشريفين. كما قام وفد من مشايخ وأعيان محافظة القطيف بزيارة بعض المصابين في تلك الحوادث، وتقديم العزاء في المتوفين منهم، في إشارة لاستنكارهم مثل هذه الأعمال الأرهابية .

## اقرأ أيضا
- نمر النمر
- تفجير القديح 2015
- تفجير العنود 2015
- حادثة الدالوة
- احداث المنطقة الشرقية 2011 - 2022